# زيرون ثنائي الشكل
زيرون ثنائي الشكل (الاسم العلمي:Xyris difformis) هو نوع من النباتات يتبع جنس الزيرون من الفصيلة الزيرونية.